# رحلة الأوهام (سهرة تليفزيونية)
رحلة الأوهام هي سهرة تلفزيونية أصدرت في عام 1985، من بطولة صلاح ذو الفقار، ومن إخراج علاء كامل.

## قصة الفيلم
العميد فؤاد (صلاح ذو الفقار) هو ضابط في مكافحة التهريب وابنة شقيقته هالة تقع في حب طارق الذي تضطره الظروف إلى العمل كمهرب مع رجل الأعمال عباس، بعد وفاة والده، ويرتبط طارق بهالة التي يتولى عمها فؤاد قضية البحث والقبض على أحد الأشخاص المطلوب القبض عليهم، ولكن تأتي الرياح بما لا تشتهي السفن، عندما يكتشف فؤاد أن طارق هو ذلك الشخص.

## طاقم التمثيل
- صلاح ذو الفقار
- نجوي فؤاد
- سميرة محسن
- عزة بهاء
- أشرف سيف
- عادل أمين
- ألفت سكر
- عطية عويس
- فكري صادق
- سامح السيد
- عماد فهمي
- ألفت عبد الرحمن